# Solør
Solør är ett landskap i Innlandet fylke i östra Norge. Landskapet sträcker sig mellan staden Elverum i nord och staden Kongsvinger i syd, samt finnskogen och svenska gränsen i öst. Solør är ett av Norges största potatisdistrikt med stora jordbruksarealer längs älven Glomma. Kommunerna som tillhör Solør är Våler, Åsnes och Grue, samt dåvarande Brandvals kommun inom nuvarande Kongsvingers kommun.

## Historia
Enligt Snorre Sturlassons Ynglingasagan var det Solve den gamle som först röjde land i Solør. Arkeologiska fynd tyder på att bosättningen under den sena järnåldern och vikingatiden särskilt var knuten till Grue och Hof i Hedmark. Hof var också kungasäte på vikingatiden. Solve den gamles barnbarnsbarn Halvdan Gulltann bodde i Solør då han gifte bort sin dotter Solveig eller Solva till Olof Trätälja från Värmland son till Ingjald Illråde. Med detta giftermål kom Ynglingaätten till Norge. Olofs och Solvas son blev kallad Halvdan Vitben och han växte upp hos sin morfar i Solör. Enligt Snorre blev Halvdan Vitben en mäktig kung som lade under sig mycket av Hedmark, Toten, Hadeland och Vestfold. Halvdan Vitben var farfars farfar till Halvdan Svarte far till Harald Hårfager.